# Калдани, Ина
Ина Калдани (груз. ინა ქალდანი; род. 7 августа 1997 года) — грузинская парадзюдоистка. Серебряная призёрка летних Паралимпийских игр 2020 в Токио, бронзовая призёрка летних Паралимпийских игр 2024 в Париже.

## Биография

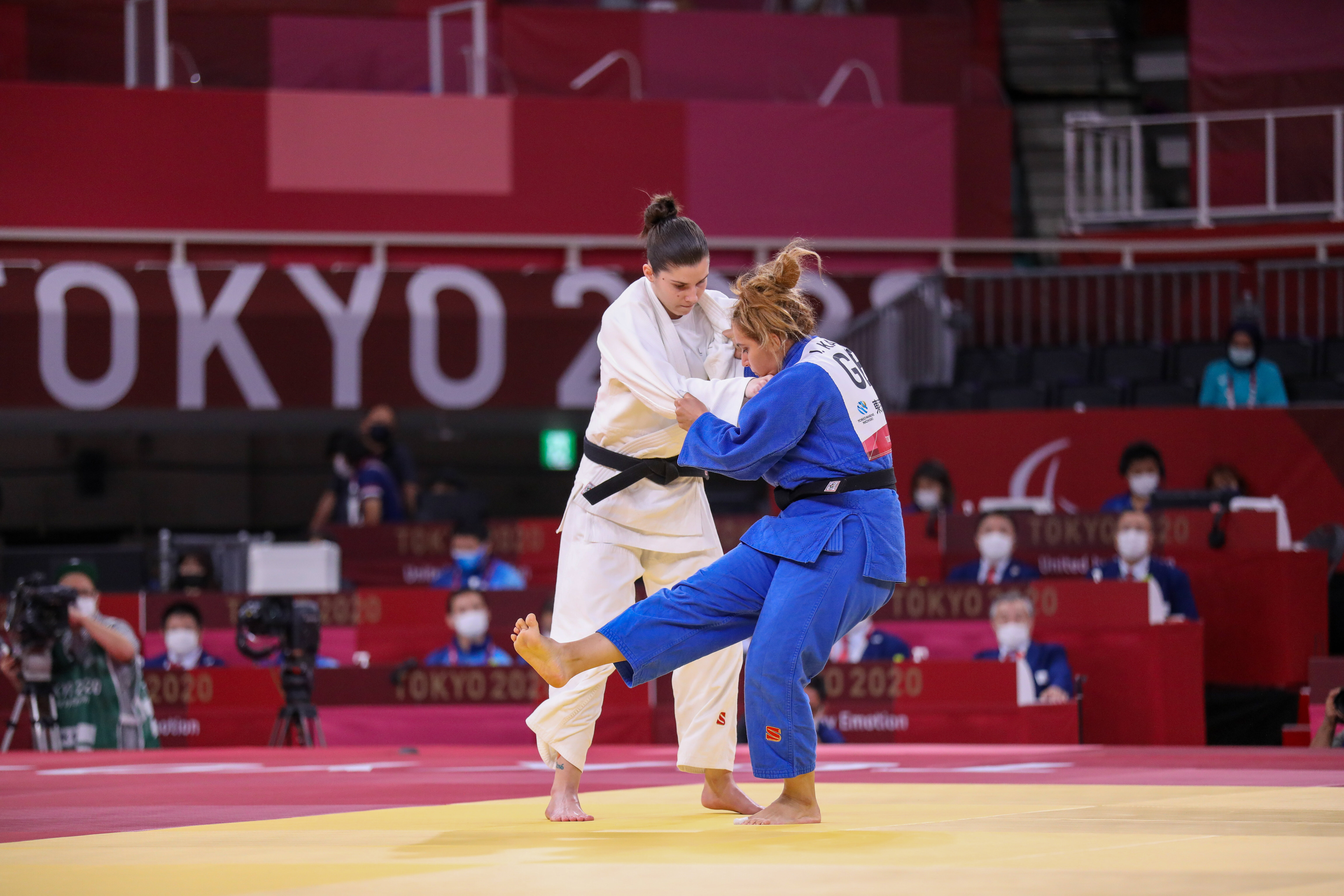
Финал Паралимпиады-2020 в весовой категории до 70 кг. Калдани против бразильянки Аланы Малдонаду.

29 августа 2021 года приняла участие на летних Паралимпийских играх 2020 в Токио в весовой категории до 70 кг. В четвертьфинале победила чемпионку Паралимпиады-2016, мексиканку Лению Рувалькабу, в полуфинале — японку Кадзусу Огаву. В финале уступила бразильянке Алане Малдонаду и завоевала «серебро» игр.
6 сентября 2024 года приняла участие на летних Паралимпийских играх 2024 в Париже в весовой категории до 70 кг (класс J2). В четвертьфинале победила бразильянку Келли Викториу, в полуфинале уступила китаянке Ван Юэ. В матче за третье место победила казахстанскую дзюдоистку Аялу Мереке.

## Основные спортивные результаты
| Год  | Турнир                          | Место проведения | Категория    | Место |
| ---- | ------------------------------- | ---------------- | ------------ | ----- |
| 2021 | Летние Паралимпийские игры 2020 | Токио            | до 70 кг     | 2     |
| 2022 | Чемпионат мира                  | Баку             | до 70 кг, J2 | 3     |
| 2022 | Чемпионат Европы                | Кальяри          | до 70 кг, J2 | 1     |
| 2023 | Чемпионат Европы                | Роттердам        | до 70 кг, J2 | 2     |
| 2024 | Летние Паралимпийские игры 2024 | Париж            | до 70 кг, J2 | 3     |